# Эмоционально-стрессовая психотерапия
Эмоционально-стрессовая психотерапия – метод психотерапии, предложенный В.Е. Рожновым, включающий в себя ряд приемов воздействия положительным стрессом для стимуляции и активирования эмоционального состояния пациента.
Подобное лечебное вмешательство («эмоциональная встряска») направлено произвести в душе больного (на предельно высоком эмоциональном уровне), пересмотр отношения к себе, болезни, окружающему миру, путем раскрепощения, подъема душевно-телесных защитно-адаптационных сил организма.

## История

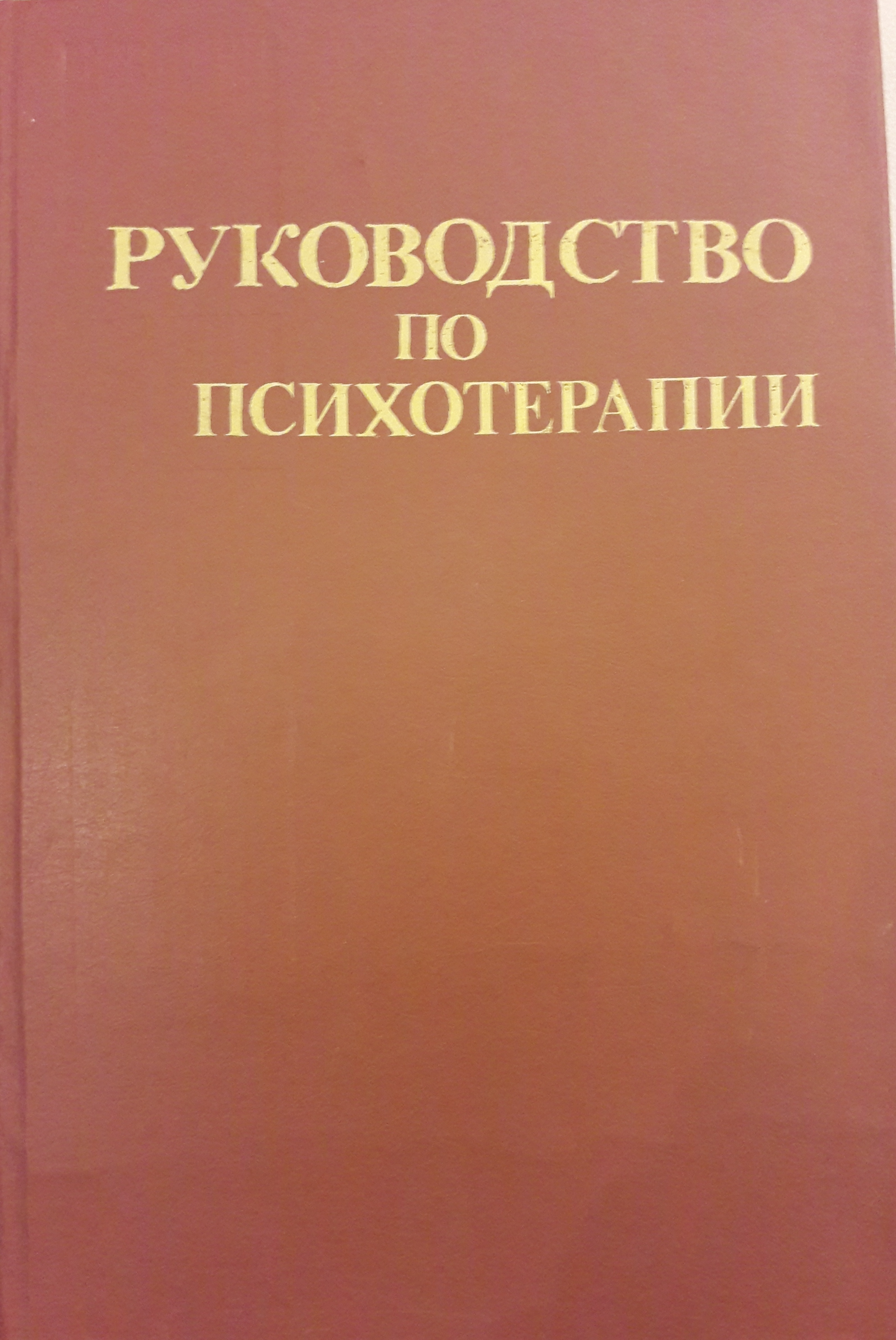
Руководство по психотерапии / Под ред. В. Е. Рожнова (1985)

Положительное влияния стресса, шока на психическое состояние больных отмечалось врачами в разное время (акушер-гинеколог И.М. Львов, о влиянии душевных волнений, «которые приводят или к болезни, или к выздоровлению от болезни», 1887; доктор Paris в статье «Аффективный удар в психической медицине» описывает случаи излечения душевнобольных вследствие значительного физического страдания: перелом костей, роды, 1891). Швейцарский психиатр Я. Клези неожиданно бросал кататоника в бассейн, прерывая таким образом его ступор (1935). Известен также воспитательный метод «взрыва»                      А.С. Макаренко.
Метод эмоционально-стрессовой психотерапии (1979, 1980), опирается на представления о лечении идеалами (арететерапия А.И. Яроцкого, 1908) и теорию о благотворном влиянии стресса (теория общего адаптационного синдрома Г. Селье, 1936). Развивался в исследованиях М.Е. Бурно (1982), Л.П. Баканевой и Ю.В. Мельникова (1982), А.С. Слуцкого  (1984). Свои варианты эмоционально-стрессовой терапии разрабатывали                          К.М. Дубровский, Ю.Б. Некрасова (лечение заикания), А.Р. Довженко (лечение алкоголизма).

## Содержание метода
Врач различными эмоциональными способами (просветляющим творчеством, музыкой, общением с природой, эмоционально обличающими беседами, гипнозом, мотивацией к альтруизму, общественной пользе, воодушевлением увлечениями, заражением от восхищения человеческой добротой, идеалами, а также устрашением и пр.) приводит пациента состояние целебного, благотворного эмоционального стресса определенной силы. Таким образом раскрепощаются защитно-приспособительные природные ресурсы, укрепляются и вырабатываются идейные позиции и интересы пациента, пробуждается потребность самосовершенствования ("возвышающая психотерапия").
Задачи метода ставятся в соответствии с клинической картиной, например: вызвать неприязнь к спиртному (и зажечь стойкое желание заботы о семье); или воспитать в тревожном, неуверенным в себе пациенте способность находить самоутверждение в общественно полезном деле, в общении с созвучными ему людьми, творчестве. При этом благотворное эмоционально-стрессовое напряжение может быть «не только радостное, светлое», но и основанное, например, на страхе потери (семьи, здоровья, положения).
Выделяются три основных эмоционально-стрессовых методики по аналогии с основными клиническими методами психотерапии: методика сократического диалога (в форме эмоционально насыщенных наставительных, воспитательных бесед, юмора), методика стрессового гипноза (проводимого на высоком эмоциональном уровне, с  усилением аффективной экспрессивности, эмоционально-смысловой глубины внушений, особой интонацией задушевности, теплоты или твердости, суровости), методика эмоционально-стрессовой аутогенной тренировки (любой вид аутогенной тренировки, саморегуляции с максимальной интенсивностью охваченности целью - "фанатизм цели", например, формула намерения "Я справлюсь!", мобилизация нервно-психической и волевой энергии). В качестве дополнительных методик (вызывающих благотворное эмоционально-стрессовое напряжение) предлагались терапия эстетикой (живопись, музыка, литература, театр), библиотерапия (например, книги "Врачевание и психика" С. Цвейга и "Повесть о разуме" М.Зощенко рекомендовались и врачам, и пациентам).
Рожновым были разработаны также и групповые методы работы (в т.ч. методика коллективной эмоционально-стрессовой гипнотерапии больных, страдающих хроническим алкоголизмом). В подобных «группах единомышленников» такие факторы как «увлеченность, достигшая степени охваченности», «мобилизация сил высшего эмоционального накала» и др. могли быть использованы с большей эффективностью.
К методам воздействия стрессом в широком смысле, можно отнести: шоковые способы лечения в медицине (лечебное голодание, лечение лишением сна, инсулинокоматозная терапия, электросудорожная терапия; фармакострессопсихотерапия) и некоторые психологические техники (например, упражнение по написанию собственного некролога или метод закапывания в землю).